# Occulte persuasioni
Occulte persuasioni è il 16º album in studio di Patty Pravo, pubblicato dalla casa discografica CGD nel 1984.

## Descrizione
Con il brano Per una bambola Patty Pravo partecipa al 34º Festival di Sanremo, piazzandosi decima nella gara e aggiudicandosi il Premio della critica.
È la CGD di Caterina Caselli ad occuparsi del rilancio di Patty Pravo, nel panorama musicale; con la pubblicazione dell'album Occulte persuasioni e del singolo Per una bambola/Viaggio, dopo l'accoglienza non troppo esaltante di Cerchi due anni prima.
Per questo disco, la Pravo mette da parte le proprie composizioni per affidarsi ad altri autori, quali Maurizio Monti, Riccardo Cocciante e Giancarlo Trombetti.
Dietro alcuni brani, nascosto dallo pseudonimo Solingo c'è la collaborazione di Paolo Conte.
Musicalmente rarefatto ed elettronico, l'album è suonato quasi completamente dal tastierista dei Goblin Maurizio Guarini con la collaborazione del cantautore Goran Kuzminac che esegue le articolate parti di chitarra finger-picking.
Realizzato con copertina apribile e illustrato da tre acquerelli di Marcello Jori. Quello che compare nella parte interna è ispirato ad un fotogramma del film Detour di Edgar G. Ulmer. Sulla busta interna sono riportati tutti i testi.
Sul fronte di copertina non compare il nome della Pravo ma solo il titolo del disco.
La prima edizione in cd, uscita contemporaneamente all'lp, presenta, in esclusiva, una presentazione del disco dovuta anche al fatto che si trattava del primo disco di Patty Pravo ad uscire sul nuovo supporto digitale.
Della stessa sessione di registrazione appartiene il brano Improbabile storia, mai rilasciata sul mercato, tuttavia non inedita perché eseguita nel corso del 1988 nella trasmissione condotta da Sandra Milo, Piccoli Fans. Il brano è firmato Maurizio Monti, come molte delle canzoni incise nella sessione Occulte persuasioni.

## Tracce
Lato A
1. Per una bambola - 3:12 (Maurizio Monti)
2. Passeggiata - 2:49 (Maurizio Monti - Riccardo Cocciante)
3. Cieli di Bahia - 3:30 (Maurizio Monti)
4. Amore buono - 3:29 (Maurizio Monti)
5. Dolce una follia - 3:29 (Maurizio Monti - Gianni Dall'Aglio)

Lato B
1. Occulte persuasioni 3:51 (Solingo - Giancarlo Trombetti)
2. Viaggio - 3:15 (Solingo - Giancarlo Trombetti)
3. Donne ombra uomini nebbia - 3:29 (Solingo - Giancarlo Trombetti)
4. Prendi - 3:21 (Maurizio Monti)

## Musicisti
- Patty Pravo: voce
- Maurizio Guarini: Arrangiamenti ed esecuzioni
- Giancarlo Trombetti: Arrangiamenti (di Occulte persuasioni e Viaggio)
- Goran Kuzminac: Chitarra (nei brani Per una bambola, Cieli di Bahia, Amore buono e Prendi)